# Гридино (Ковровский район)
Гридино — деревня в Ковровском районе Владимирской области России, входит в состав Клязьминского сельского поселения.

## География
Деревня расположена в 3 км на юго-восток от райцентра города Ковров, остановочный пункт 102 км на ж/д линии Ковров — Муром.

## История
В конце XIX — начале XX века деревня входила в состав Бельковской волости Ковровского уезда, с 1926 года — в составе Клюшниковской волости. В 1859 году в деревне числилось 8 дворов, в 1905 году — 9 дворов, в 1926 году — 11 дворов.
С 1929 года деревня входила в состав Шашовского сельсовета Ковровского района, с 1954 года — в составе Осиповского сельсовета, с 2005 года — в составе Клязьминского сельского поселения.

## Население
| 1859 | 1905 | 1926 |
| ---- | ---- | ---- |
| 48   | 79   | 85   |

| 1859 | 1905 | 1926 | 2002 | 2010 | 2021 |
| ---- | ---- | ---- | ---- | ---- | ---- |
| 48   | ↗79  | ↗85  | ↘25  | ↗133 | →133 |